# Burg Waldenstein
Die Burg Waldenstein ist die Ruine einer Spornburg auf einem gegen das Wieslauftal auslaufenden 385 m ü. NN hohen Bergsporn im Ortsteil Waldenstein der Gemeinde Rudersberg im Rems-Murr-Kreis in Baden-Württemberg.

## Geschichte
Die Burg wurde um 1200 von den Herren von Waldenstein, vermutlich staufische Reichsministeriale, erbaut. Urkundlich erstmals fassbar werden diese – nun bereits in württembergischen Diensten stehend – 1251 (letzte Erwähnung 1349). In der Folgezeit verpfändeten die Württemberger die Burg. Nach 1456 gab man die Burg an adelige und bürgerliche Familien zu Lehen.
1411 wurde die Burg an Jerg von Urbach verpfändet. Die Grafen Ludwig und Ulrich von Württemberg verpfändeten Waldenstein 1433 abermals um 1800 fl. an Johann von Wernau. Wernau besaß Waldenstein bis 1445. Im Jahre 1456 gab Graf Ulrich seinem Hofmeister Antony von Emershofen die Burg Waldenstein mit allem Zubehör zu Lehen. Dazu gehörten Gärten, Wiesen, Weiden, ein Fischweiher, Frondienste und der wüst liegenden Hof Burgenhart, welcher wahrscheinlich identisch mit dem heutigen Edelmannshof ist. Antony von Emershofen wurde verpflichtet, das Schloss in Ehren zu halten und das Gebäude zu erhalten. Die Burg wurde 1535 als baufällig bezeichnet. Als German von Emershofen 1539 einen Bauern tötete und sich durch Flucht der Strafe entzog, wurde die Burg von dem Untervogt von Schorndorf beschlagnahmt. Anschließend kam die Burg in den Besitz des Tiroler Ritters Florian Waldauf, der sich nach ihr Florian Waldauf von Waldenstein nannte. 1551 belehnte Herzog Christoph Florian Waldaufs Sohn Christoph mit dem Burg. Ihm folgte sein gleichnamiger Sohn 1571 nach, der Waldenstein bis 1586 besaß. Anschließend ging die Burg an die Herren von Gaisberg (1588–1634). An der Westseite der Kernburg ließ Hans-Georg von Gaisberg 1594 ein neues Gebäude im Stil der Renaissance errichten. Georg Friedrich vom Holtz zu Niederholz wurde in der Umgebung der Burg geboren, da aufgrund der herrschenden Pest seine Mutter, Anna von Gaisberg, keinen Einlass in die elterliche Burg erhielt. Von den Gaisbergern ging die Burg an die Familie von Göllnitz (1634–1693). Ein altes und ein neues Schloss werden 1650 genannt. Von den Göllnitz kam das Anwesen an das Geschlecht derer von Hartleiten (1693–1700). Im Februar 1746 erwarb Johann Konrad Autenrieth (1705–1746) für 7.100 fl das Schlossgut samt 172 Morgen Weidefläche. Seine Witwe, Anna Regina Elsässer (1716–1773) war in zweiter Ehe mit dem Hof-Medicus Riecke Riecke aus Stuttgart verheiratet. Das Schlossgut blieb bis 1790 im Besitz der Familie, als es Jacob Friedrich Autenrieth für 19.300 fl an die Kammerschreiberei verkaufte. 1792 verkaufte die herzogliche Kammerschreiberei die baufällige Burg mit allem Zubehör an das Amt Rudersberg. Bis 1805 gehörte die Burg dem Ritterkanton Kocher an. In der Folgezeit kam die Anlage in bürgerlichen Privatbesitz. 1819 zerstörte ein Brand das von Hans-Georg von Gaisberg errichtete Renaissance-Gebäude und einen Rundturm. Seit 1963 befindet sich auf dem ehemaligen Burggelände eine Gaststätte.

## Beschreibung
Die Burganlage verfügte einst über einen Halsgraben und eine Ringmauer, allerdings über keinen Bergfried. Der Halsgraben ist heute aufgefüllt; die Ringmauer ist unvollständig. Das Burggebäude in Talspornlage mit Schildmauer und zweigeschossigem Steinhaus weist gut erhaltenes staufisches Buckelquadermauerwerk auf. Es wird Altes Schloss genannt. Vermutlich ist das Alte Schloss der Rest eines Wohnturms. Das potentiellen Angreifern zugewandte Bauwerk hat ein Mauerwerk von 3,5 Metern Dicke. Die hofseitige Wand hat eine Dicke von nur 1,50 Metern. Im Nordosten der Anlage befand sich eine Toranlage.

Bildergalerie
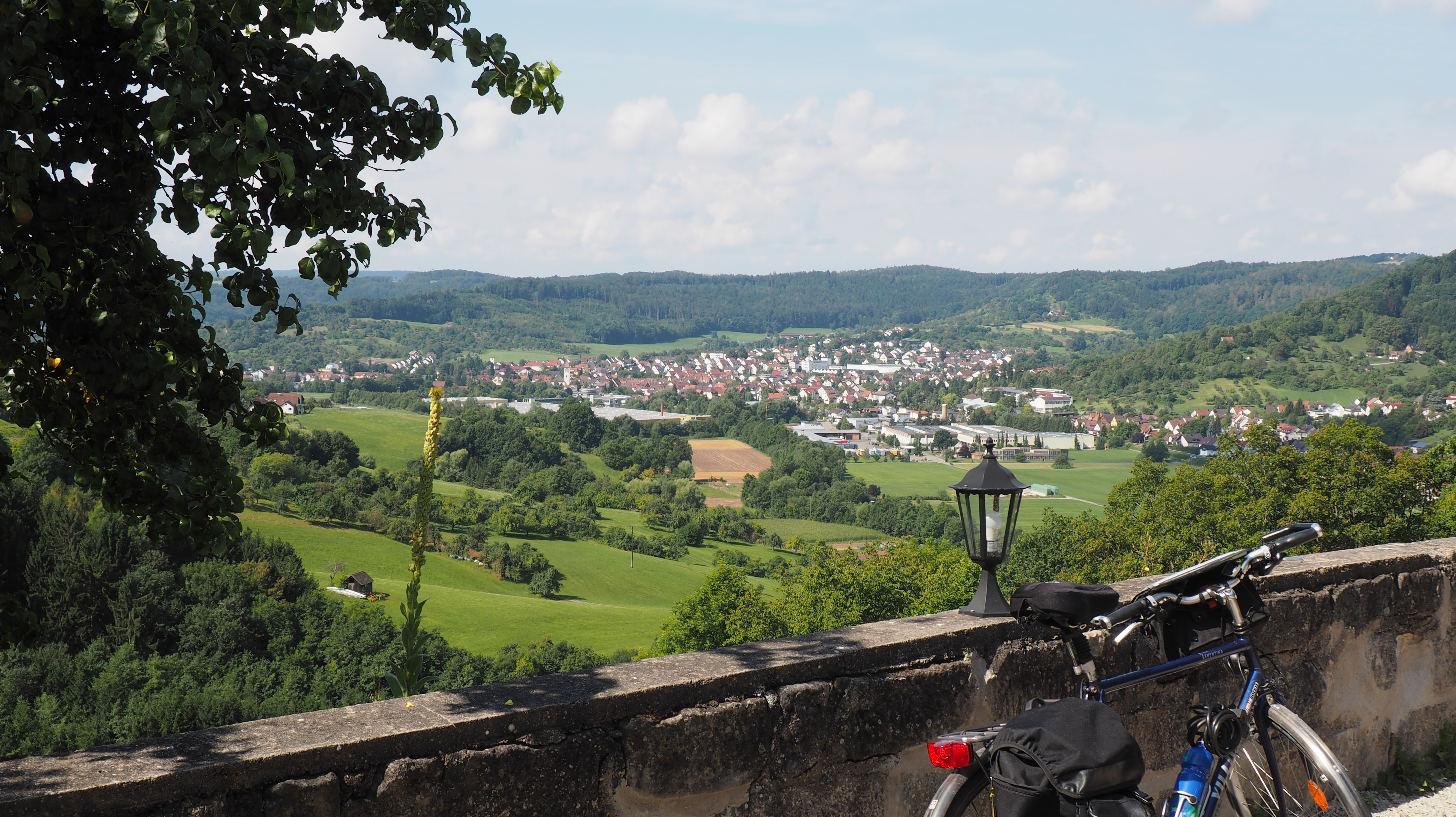
Blick von der Burg ins Wieslauftal
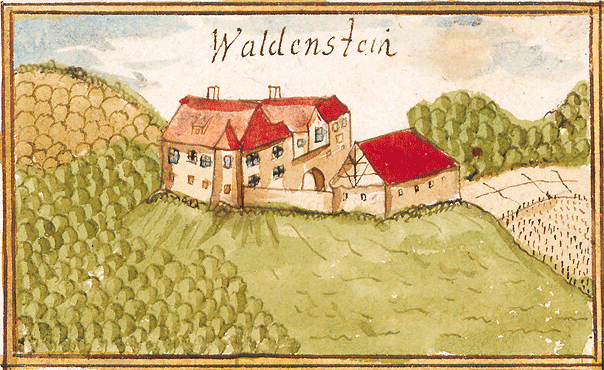
Ansicht von Andreas Kieser (1685)
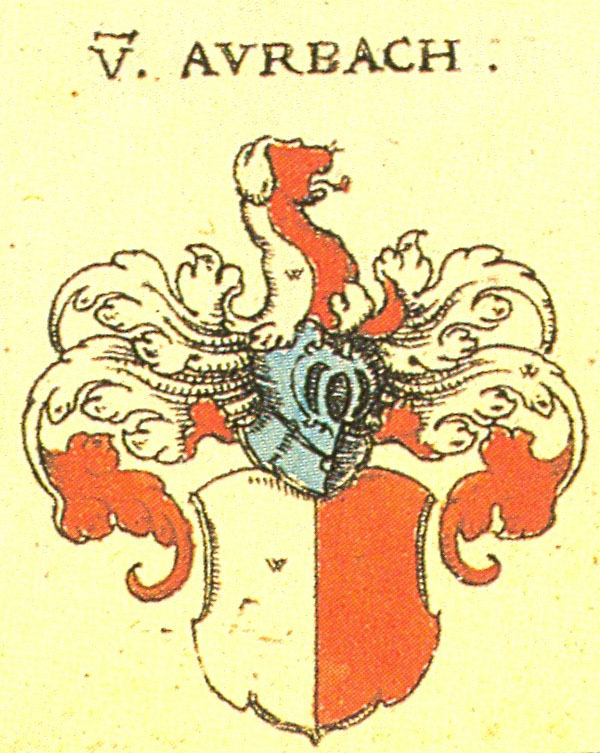
Wappen der Herren von Urbach
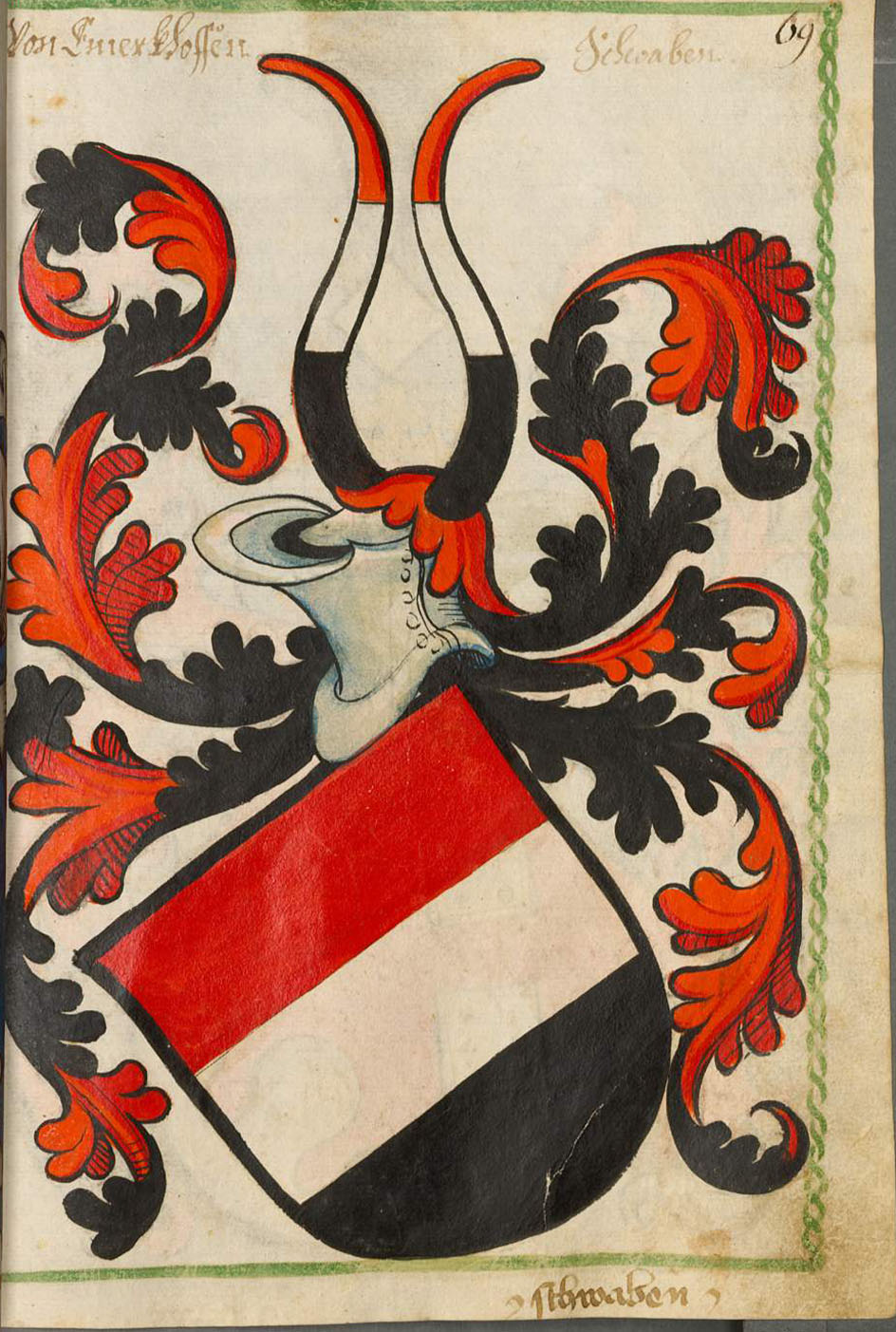
Wappen derer von Emershofen
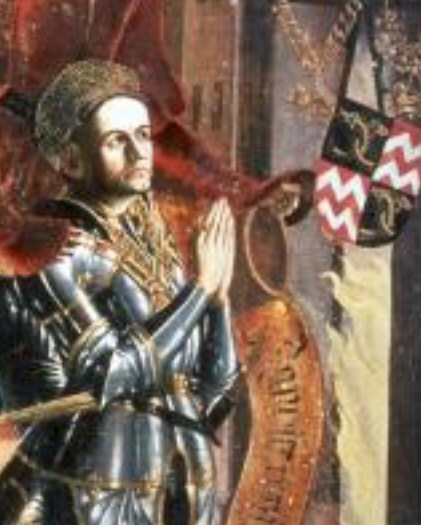
Bildnis des Ritters Florian Waldauf von Waldenstein
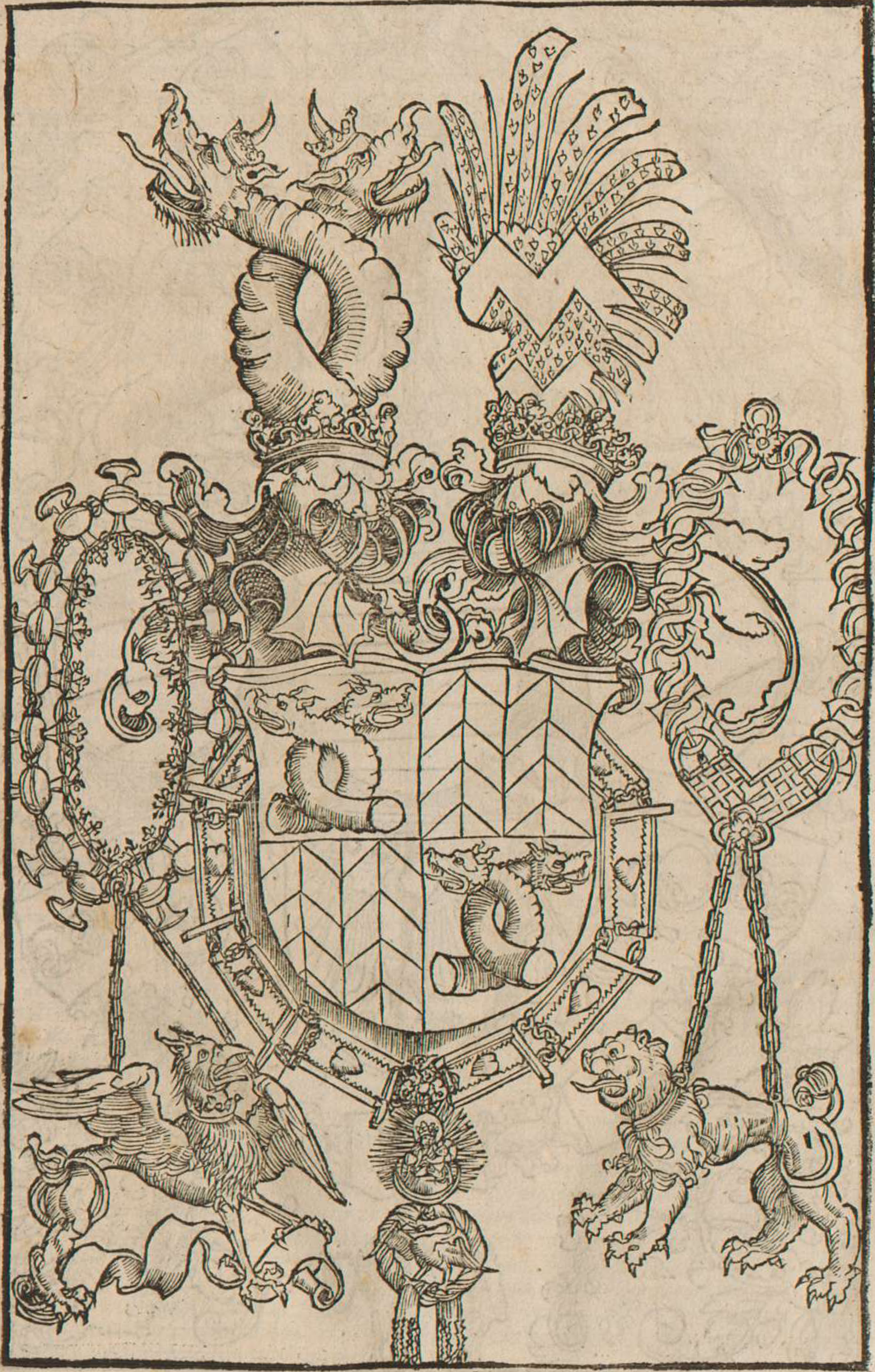
Wappen des Florian Waldauf von Waldenstein
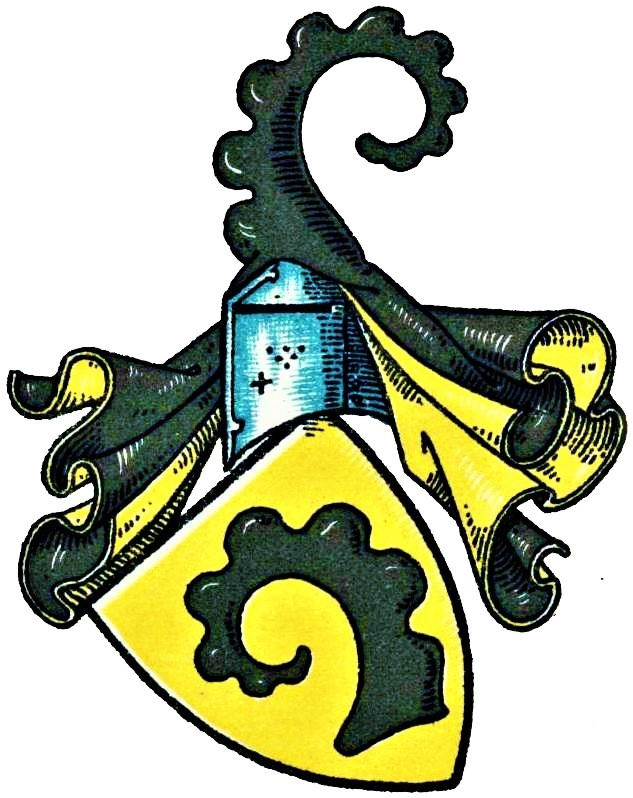
Wappen derer von Gaisberg
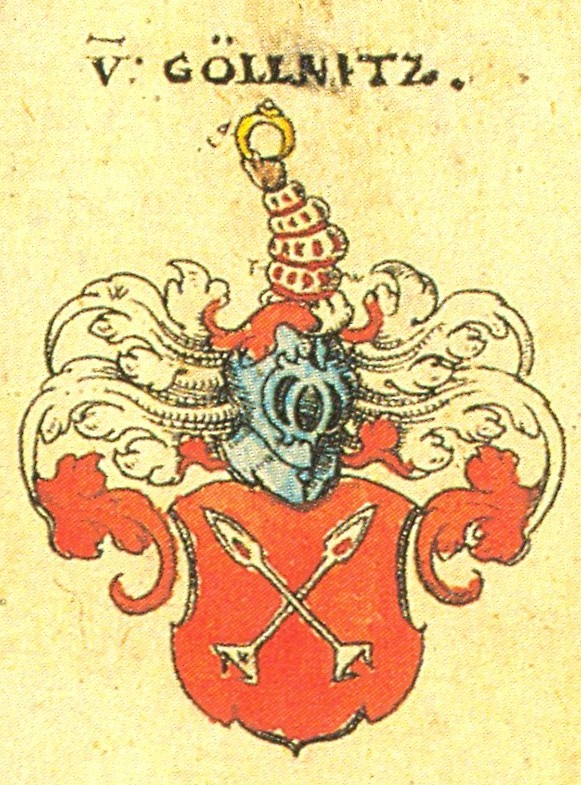
Wappen derer von Göllnitz